# کریستین وند ولد
کریستین وند ولد (انگلیسی: Christian Vande Velde؛ زادهٔ ۲۲ مهٔ ۱۹۷۶) دوچرخه‌سوار اهل ایالات متحده آمریکا است. وی در بازی‌های المپیک تابستانی ۲۰۰۸ شرکت کرده است.